# Reinildo Mandava
Reinildo Isnard Mandava, noto semplicemente come Reinildo (Beira, 21 gennaio 1994), è un calciatore mozambicano, difensore del Sunderland e della nazionale mozambicana, della quale è capitano.

## Caratteristiche tecniche
È un terzino sinistro, bravo in marcatura, che cura molto la fase difensiva. È valido anche in fase di spinta grazie ad una buona forza fisica.

## Carriera

### Club
Il 31 gennaio del 2022, viene ufficializzato il suo passaggio a titolo definitivo dal Lilla all'Atlético Madrid, con cui firma un contratto fino al 30 giugno del 2025. Nell'estate del 2025 si trasferisce al Sunderland, club neopromosso nella prima divisione inglese.

### Nazionale
Ha esordito con la nazionale mozambicana nel 2013, in una partita contro l'eSwatini.
Nel 2023 viene convocato per la Coppa d'Africa.

## Statistiche

### Presenze e reti nei club
Statistiche aggiornate al 6 giugno 2023.
| Stagione               | Squadra                | Campionato             | Campionato | Campionato | Coppe nazionali | Coppe nazionali | Coppe nazionali | Coppe continentali | Coppe continentali | Coppe continentali | Altre coppe | Altre coppe | Altre coppe | Totale | Totale |
| Stagione               | Squadra                | Comp                   | Pres       | Reti       | Comp            | Pres            | Reti            | Comp               | Pres               | Reti               | Comp        | Pres        | Reti        | Pres   | Reti   |
| ---------------------- | ---------------------- | ---------------------- | ---------- | ---------- | --------------- | --------------- | --------------- | ------------------ | ------------------ | ------------------ | ----------- | ----------- | ----------- | ------ | ------ |
| 2016-gen. 2017         | Benfica B              | SL                     | 1          | 0          | -               | -               | -               | -                  | -                  | -                  | -           | -           | -           | 1      | 0      |
| gen.-giu. 2017         | Fafe                   | SL                     | 16         | 1          | TP+TL           | 0               | 0               | -                  | -                  | -                  | -           | -           | -           | 16     | 1      |
| 2017-2018              | Covilhã                | SL                     | 30         | 4          | TP+TL           | 0+1             | 0+0             | -                  | -                  | -                  | -           | -           | -           | 31     | 4      |
| 2018-gen. 2019         | Belenenses SAD         | PL                     | 16         | 0          | TP+TL           | 1+2             | 0+1             | -                  | -                  | -                  | -           | -           | -           | 19     | 1      |
| gen.-giu. 2019         | Lilla                  | L1                     | 3          | 0          | CdF+CdL         | 0+0             | 0+0             | -                  | -                  | -                  | -           | -           | -           | 3      | 0      |
| 2019-2020              | Lilla                  | L1                     | 16         | 0          | CdF+CdL         | 2+2             | 0+0             | UCL                | 2                  | 0                  | -           | -           | -           | 22     | 0      |
| 2020-2021              | Lilla                  | L1                     | 29         | 0          | CdF             | 0               | 0               | UEL                | 6                  | 0                  | -           | -           | -           | 35     | 0      |
| Totale Lilla           | Totale Lilla           | Totale Lilla           | 65         | 1          |                 | 6               | 0               |                    | 14                 | 0                  |             | 1           | 0           | 86     | 1      |
| 2021-2022              | Atlético Madrid        | PD                     | 17         | 0          | CR              | -               | -               | UCL                | 4                  | 0                  | SS          | -           | -           | 21     | 0      |
| 2022-2023              | Atlético Madrid        | PD                     | 21         | 0          | CR              | 5               | 0               | UCL                | 6                  | 0                  | -           | -           | -           | 32     | 0      |
| Totale Atlético Madrid | Totale Atlético Madrid | Totale Atlético Madrid | 39         | 1          |                 | 5               | 0               |                    | 10                 | 0                  |             | 0           | 0           | 52     | 1      |
| Totale carriera        | Totale carriera        | Totale carriera        | 167        | 7          |                 | 15              | 1               |                    | 24                 | 0                  |             | 1           | 0           | 207    | 8      |

### Cronologia presenze e reti in nazionale
| Cronologia completa delle presenze e delle reti in nazionale ― Mozambico | Cronologia completa delle presenze e delle reti in nazionale ― Mozambico | Cronologia completa delle presenze e delle reti in nazionale ― Mozambico | Cronologia completa delle presenze e delle reti in nazionale ― Mozambico | Cronologia completa delle presenze e delle reti in nazionale ― Mozambico | Cronologia completa delle presenze e delle reti in nazionale ― Mozambico | Cronologia completa delle presenze e delle reti in nazionale ― Mozambico | Cronologia completa delle presenze e delle reti in nazionale ― Mozambico |
| Data                                                                     | Città                                                                    | In casa                                                                  | Risultato                                                                | Ospiti                                                                   | Competizione                                                             | Reti                                                                     | Note                                                                     |
| ------------------------------------------------------------------------ | ------------------------------------------------------------------------ | ------------------------------------------------------------------------ | ------------------------------------------------------------------------ | ------------------------------------------------------------------------ | ------------------------------------------------------------------------ | ------------------------------------------------------------------------ | ------------------------------------------------------------------------ |
| 22-12-2013                                                               | Maputo                                                                   | Mozambico                                                                | 1 – 1                                                                    | eSwatini                                                                 | Amichevole                                                               | -                                                                        |                                                                          |
| 23-5-2014                                                                | Faro                                                                     | Marocco                                                                  | 4 – 0                                                                    | Mozambico                                                                | Amichevole                                                               | -                                                                        | 78’                                                                      |
| 29-3-2015                                                                | Lobatse                                                                  | Botswana                                                                 | 1 – 2                                                                    | Mozambico                                                                | Amichevole                                                               | -                                                                        |                                                                          |
| 20-6-2015                                                                | Matola                                                                   | Mozambico                                                                | 5 – 1                                                                    | Seychelles                                                               | Qual. Campionato d'Africa 2016                                           | 1                                                                        |                                                                          |
| 4-7-2015                                                                 | Victoria                                                                 | Seychelles                                                               | 0 – 4                                                                    | Mozambico                                                                | Qual. Campionato d'Africa 2016                                           | 1                                                                        |                                                                          |
| 6-9-2015                                                                 | Curepipe                                                                 | Mauritius                                                                | 1 – 0                                                                    | Mozambico                                                                | Qual. Coppa d'Africa 2017                                                | -                                                                        |                                                                          |
| 17-10-2015                                                               | Ndola                                                                    | Zambia                                                                   | 3 – 0                                                                    | Mozambico                                                                | Qual. Campionato d'Africa 2016                                           | -                                                                        |                                                                          |
| 25-10-2015                                                               | Matola                                                                   | Mozambico                                                                | 1 – 1                                                                    | Zambia                                                                   | Qual. Campionato d'Africa 2016                                           | -                                                                        |                                                                          |
| 11-11-2015                                                               | Maputo                                                                   | Mozambico                                                                | 1 – 0                                                                    | Gabon                                                                    | Qual. Mondiali 2018                                                      | -                                                                        | 84’                                                                      |
| 24-3-2016                                                                | Accra                                                                    | Ghana                                                                    | 3 – 1                                                                    | Mozambico                                                                | Qual. Coppa d'Africa 2017                                                | -                                                                        |                                                                          |
| 25-3-2017                                                                | Maputo                                                                   | Mozambico                                                                | 2 – 0                                                                    | Angola                                                                   | Amichevole                                                               | -                                                                        |                                                                          |
| 28-3-2017                                                                | Beira                                                                    | Mozambico                                                                | 1 – 0                                                                    | Lesotho                                                                  | Amichevole                                                               | -                                                                        |                                                                          |
| 10-6-2017                                                                | Accra                                                                    | Zambia                                                                   | 0 – 1                                                                    | Mozambico                                                                | Qual. Coppa d'Africa 2019                                                | -                                                                        | 64’                                                                      |
| 8-9-2018                                                                 | Maputo                                                                   | Mozambico                                                                | 2 – 2                                                                    | Guinea-Bissau                                                            | Qual. Coppa d'Africa 2019                                                | -                                                                        | 90+4’                                                                    |
| 13-10-2018                                                               | Maputo                                                                   | Mozambico                                                                | 1 – 2                                                                    | Namibia                                                                  | Qual. Coppa d'Africa 2019                                                | -                                                                        |                                                                          |
| 16-10-2018                                                               | Windhoek                                                                 | Namibia                                                                  | 1 – 0                                                                    | Mozambico                                                                | Qual. Coppa d'Africa 2019                                                | -                                                                        | 84’                                                                      |
| 18-11-2018                                                               | Maputo                                                                   | Mozambico                                                                | 1 – 0                                                                    | Zambia                                                                   | Qual. Coppa d'Africa 2019                                                | -                                                                        | 84’                                                                      |
| 23-3-2019                                                                | Bissau                                                                   | Guinea-Bissau                                                            | 2 – 2                                                                    | Mozambico                                                                | Qual. Coppa d'Africa 2019                                                | -                                                                        | 84’                                                                      |
| 4-9-2019                                                                 | Belle Vue Maurel                                                         | Mauritius                                                                | 0 – 1                                                                    | Mozambico                                                                | Qual. Mondiali 2022                                                      | -                                                                        |                                                                          |
| 10-9-2019                                                                | Maputo                                                                   | Mozambico                                                                | 2 – 0                                                                    | Mauritius                                                                | Qual. Mondiali 2022                                                      | -                                                                        |                                                                          |
| 14-11-2019                                                               | Maputo                                                                   | Mozambico                                                                | 2 – 0                                                                    | Ruanda                                                                   | Qual. Coppa d'Africa 2021                                                | -                                                                        |                                                                          |
| 18-11-2019                                                               | Praia                                                                    | Capo Verde                                                               | 2 – 2                                                                    | Mozambico                                                                | Qual. Coppa d'Africa 2021                                                | -                                                                        |                                                                          |
| 8-10-2020                                                                | Óbidos                                                                   | Guinea-Bissau                                                            | 1 – 0                                                                    | Mozambico                                                                | Amichevole                                                               | -                                                                        |                                                                          |
| 13-10-2020                                                               | Rio Maior                                                                | Mozambico                                                                | 0 – 3                                                                    | Angola                                                                   | Amichevole                                                               | -                                                                        |                                                                          |
| 12-11-2020                                                               | Douala                                                                   | Camerun                                                                  | 4 – 1                                                                    | Mozambico                                                                | Qual. Coppa d'Africa 2021                                                | -                                                                        | 64’                                                                      |
| 3-9-2021                                                                 | Maputo                                                                   | Mozambico                                                                | 0 – 0                                                                    | Costa d'Avorio                                                           | Qual. Mondiali 2022                                                      | -                                                                        |                                                                          |
| 7-9-2021                                                                 | Soweto                                                                   | Malawi                                                                   | 1 – 0                                                                    | Mozambico                                                                | Qual. Mondiali 2022                                                      | -                                                                        |                                                                          |
| 8-10-2021                                                                | Yaoundé                                                                  | Camerun                                                                  | 3 – 1                                                                    | Mozambico                                                                | Qual. Mondiali 2022                                                      | -                                                                        | Cap.                                                                     |
| 11-10-2021                                                               | Tangeri                                                                  | Mozambico                                                                | 0 – 1                                                                    | Camerun                                                                  | Qual. Mondiali 2022                                                      | -                                                                        | Cap.                                                                     |
| 13-11-2021                                                               | Cotonou                                                                  | Costa d'Avorio                                                           | 3 – 0                                                                    | Mozambico                                                                | Qual. Mondiali 2022                                                      | -                                                                        |                                                                          |
| 16-11-2021                                                               | Cotonou                                                                  | Mozambico                                                                | 1 – 0                                                                    | Malawi                                                                   | Qual. Mondiali 2022                                                      | -                                                                        |                                                                          |
| 23-3-2022                                                                | Nouakchott                                                               | Niger                                                                    | 1 – 1                                                                    | Mozambico                                                                | Amichevole                                                               | -                                                                        |                                                                          |
| 26-3-2022                                                                | Nouakchott                                                               | Mauritania                                                               | 2 – 1                                                                    | Mozambico                                                                | Amichevole                                                               | -                                                                        | 61’                                                                      |
| 2-6-2022                                                                 | Johannesburg                                                             | Mozambico                                                                | 1 – 1                                                                    | Ruanda                                                                   | Qual. Coppa d'Africa 2023                                                | -                                                                        |                                                                          |
| 8-6-2022                                                                 | Cotonou                                                                  | Benin                                                                    | 0 – 1                                                                    | Mozambico                                                                | Qual. Coppa d'Africa 2023                                                | -                                                                        | 21’                                                                      |
| 6-1-2024                                                                 | Soweto                                                                   | Mozambico                                                                | 2 – 0                                                                    | Lesotho                                                                  | Amichevole                                                               | 1                                                                        | 62’                                                                      |
| 14-1-2024                                                                | Abidjan                                                                  | Egitto                                                                   | 2 – 2                                                                    | Mozambico                                                                | Coppa d'Africa 2023 - 1º turno                                           | -                                                                        | 62’                                                                      |
| 19-1-2024                                                                | Abidjan                                                                  | Capo Verde                                                               | 3 – 0                                                                    | Mozambico                                                                | Coppa d'Africa 2023 - 1º turno                                           | -                                                                        |                                                                          |
| 22-1-2024                                                                | Abidjan                                                                  | Mozambico                                                                | 2 – 2                                                                    | Ghana                                                                    | Coppa d'Africa 2023 - 1º turno                                           | 1                                                                        | 67’                                                                      |
| 7-6-2024                                                                 | Maputo                                                                   | Mozambico                                                                | 2 – 1                                                                    | Somalia                                                                  | Qual. Mondiali 2026                                                      | -                                                                        |                                                                          |
| 10-6-2024                                                                | El Jadida                                                                | Guinea                                                                   | 0 – 1                                                                    | Mozambico                                                                | Qual. Mondiali 2026                                                      | -                                                                        | Cap.                                                                     |
| 6-9-2024                                                                 | Bamako                                                                   | Mali                                                                     | 1 – 1                                                                    | Mozambico                                                                | Qual. Coppa d'Africa 2025                                                | -                                                                        |                                                                          |
| 10-9-2024                                                                | Maputo                                                                   | Mozambico                                                                | 2 – 1                                                                    | Guinea-Bissau                                                            | Qual. Coppa d'Africa 2025                                                | -                                                                        |                                                                          |
| 11-10-2024                                                               | Maputo                                                                   | Mozambico                                                                | 1 – 1                                                                    | eSwatini                                                                 | Qual. Coppa d'Africa 2025                                                | -                                                                        |                                                                          |
| 14-10-2024                                                               | Mbombela                                                                 | eSwatini                                                                 | 0 – 3                                                                    | Mozambico                                                                | Qual. Coppa d'Africa 2025                                                | -                                                                        |                                                                          |
| 15-11-2024                                                               | Maputo                                                                   | Mozambico                                                                | 0 – 1                                                                    | Mali                                                                     | Qual. Coppa d'Africa 2025                                                | -                                                                        | 54’                                                                      |
| 19-11-2024                                                               | Bissau                                                                   | Guinea-Bissau                                                            | 1 – 2                                                                    | Mozambico                                                                | Qual. Coppa d'Africa 2025                                                | -                                                                        |                                                                          |
| 20-3-2025                                                                | Il Cairo                                                                 | Mozambico                                                                | 3 – 1                                                                    | Uganda                                                                   | Qual. Mondiali 2026                                                      | -                                                                        | Cap.                                                                     |
| 25-3-2025                                                                | Tizi Ouzou                                                               | Algeria                                                                  | 5 – 1                                                                    | Mozambico                                                                | Qual. Mondiali 2026                                                      | -                                                                        | Cap.                                                                     |
| Totale                                                                   |                                                                          | Presenze                                                                 | 49                                                                       |                                                                          | Reti                                                                     | 4                                                                        |                                                                          |

## Palmarès
- Campionato francese: 1

Lilla: 2020-2021
- Supercoppa francese: 1

Lilla: 2021